# Heartbreaker (Led Zeppelin)
Heartbreaker je píseň od anglické rockové skupiny Led Zeppelin. Poprvé byla obsažena na albu Led Zeppelin II. Píseň je zajímavá svým úvodním rifem, který je spolu se skladbou Whole Lotta Love, jedním z nejznámějších rifů Led Zeppelin.